# 岡田一郎
岡田 一郎（おかだ いちろう、1973年 - ）は、日本の政治学者。小山工業高等専門学校及び日本大学生産工学部講師。社会理論学会事務局長。専門は日本政治史。博士（法学）。

## 略歴
千葉県生まれ。
1996年、筑波大学第一学群社会学類卒業。
2001年、筑波大学大学院博士課程社会科学研究科を修了。
父親の岡田和則は千葉県警の警察官で、第三方面機動隊第一小隊分隊長だった1977年5月9日に成田空港建設反対運動過激派の襲撃（芝山町長宅前臨時派出所襲撃事件）によって瀕死の重傷を負い、同年5月21日に殉職した。

## 著書

### 単著
- 『日本社会党－その組織と衰亡の歴史－』（新時代社,2005年）ISBN 4-7874-9106-7
- 『革新自治体　熱狂と挫折に何を学ぶか』（中央公論新社（中公新書）,2016年）ISBN 978-4121023858

### 共著
- （河上民雄ほか）『海峡の両側から靖国を考える-非戦・鎮魂・アジア-』（オルタ出版室,2006年）ISBN 4-7874-9107-5

### 分担執筆
- （合澤清・加藤哲郎・日山紀彦編 ）『危機の時代を観る【現状・歴史・思想】』（社会評論社,2010年）ISBN 978-4-7845-0897-6
- （五十嵐仁・木下真志・法政大学大原社会問題研究所編著）『日本社会党・総評の軌跡と内実　20人のオーラル・ヒストリー』（旬報社,2019年） ISBN 978-4-8451-1588-4
- （木下真志編著）『安倍長期政権　劣化の構造』（旬報社,2020年）ISBN　978-4-8451-1644-7